# Paniōnios Gymnastikos Syllogos Smyrnīs (pallacanestro maschile)
Il Paniōnios G.S.S. (gr. Πανιώνιος KAE Γυμναστικός Σύλλογος Σμύρνης) è la squadra di pallacanestro greca della società polisportiva del Paniónios con sede a Nea Smyrnī, comune della prefettura di Atene. Milita nell'A1 Ethniki, il maggior campionato cestistico greco.

## Storia
La polisportiva è stata fondata nel 1890 e solo nel 1919 è stata aperta la sezione pallacanestro. Nel 1982, il Panionios ha raggiunto stabilmente la massima divisione greca, dopo varie retrocessioni e promozioni. Sempre dietro le altre squadre ateniesi, il Panathinaikos B.C. e l'Olympiakos B.C., è riuscito comunque a rimanere tra le prime quattro squadre del paese tra il 1984 e il 1991, quando ha vinto la Coppa di Grecia.
Ha preso più volte parte alle competizioni continentali e i risultati migliori sono state due semifinali di Coppa Korać, nel 1994 e nel 1999.

## Palmarès
- A2 Basket League: 1

2016-2017
- Coppa di Grecia: 1

1990-1991

## Roster 2020-2021
Aggiornato al 13 settembre 2020.
|    | Naz.                   | Ruolo | Sportivo              | Anno | Alt. | Peso | Note |
| -- | ---------------------- | ----- | --------------------- | ---- | ---- | ---- | ---- |
| 1  | Stati Uniti (bandiera) | P     | Rickey McGill         | 1997 | 185  | 79   |      |
| 5  | Stati Uniti (bandiera) | P     | Tyreek Duren          | 1991 | 183  | 86   |      |
| 7  | Grecia (bandiera)      | G     | Iōannīs Karakechagias | 1999 | 195  | 88   |      |
| 9  | Grecia (bandiera)      | A     | Fōtīs Malelīs         | 1997 | 203  |      |      |
| 10 | Croazia (bandiera)     | A     | Tomislav Petrović     | 1985 | 202  | 85   |      |
| 11 | Stati Uniti (bandiera) | GA    | Devin Sweetney        | 1987 | 198  | 91   |      |
| 12 | Grecia (bandiera)      | G     | Sergios Tsimpoukīs    | 1999 | 198  |      |      |
| 13 | Grecia (bandiera)      | A     | Nikos Kamarianos      | 1997 | 204  | 93   |      |
| 15 | Grecia (bandiera)      | C     | Savvas Tsougarakīs    | 1986 | 208  | 104  |      |
| 37 | Grecia (bandiera)      | AC    | Fōtīs Lampropoulos    | 1983 | 206  | 104  |      |

### Staff tecnico
| Allenatore: |                        |
| Assistente: | Chrīstos Christodoulou |